# Parco nazionale di Chūbu-Sangaku
Il parco nazionale di Chūbu-Sangaku (中部 山 岳国立 公園 Chūbu Sangaku Kokuritsu Kōen) è un parco nazionale nella regione di Chūbu in Giappone. È stato istituito attorno ai monti Hida e comprende parte delle prefetture di Nagano, Gifu, Toyama e Niigata. La sua istituzione è avvenuta il 4 dicembre 1934, insieme al parco nazionale di Daisetsuzan, al parco nazionale di Akan, al parco nazionale di Nikkō e al parco nazionale di Aso Kujū.

## Geografia
I Monti Hida, noti anche col nome di Alpi giapponesi settentrionali, costituiscono la maggior parte del parco. Ci sono molti punti nelle montagne Hida all'interno del parco che superano i 3000 metri, incluso Kamikōchi, l'Altopiano di Norikura, Monte Hotaka e il Monte Tate. Il parco ospita numerose gole, anfratti e enormi scarpate.

## Flora
Diverse sono le famiglie presenti nel parco: 
- Papaveracee;
- Scrophulariaceae;
- Caprifoliaceae;
- Pinaceae;
- Gentianaceae;
- Orchidaceae;
- Caryophyllaceae.

Tra le specie più diffuse si ha la rodiola rossa, il pino nano siberiano, la rosolida, la manina rosea, l'aquilegia flabellata, il pino rosso del Giappone, la calta palustre, il ranuncolo comune

## Fauna

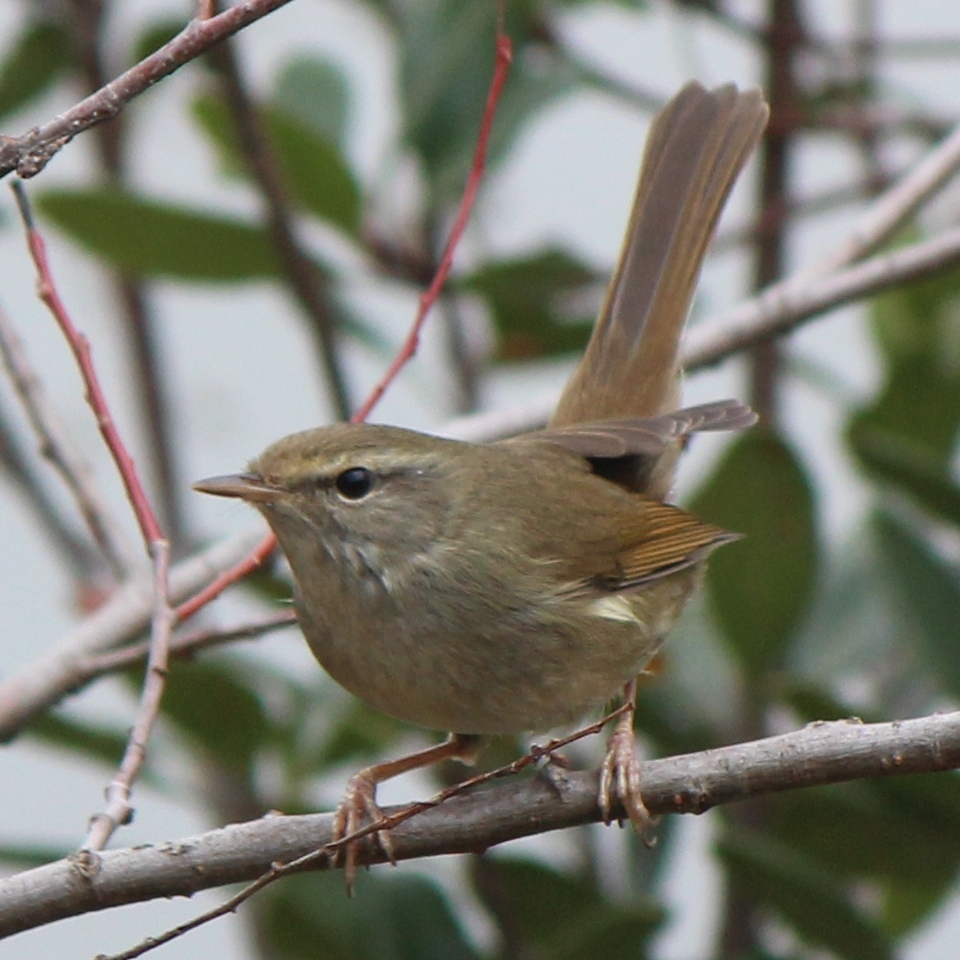
Esemplare di usignolo dei cespugli giapponese

L'area del parco ospita diverse specie di mammiferi quali orsi dal collare, ermellini, capricorni del Giappone, macachi giapponesi, volpi giapponesi e scoiattoli del Giappone.
Per quel che riguarda gli uccelli, è possibile trovare pernici bianche nella cintura alpina in corrispondenza delle aree coperte dal pino rosso del Giappone come Tateyama, monte Hakuba e monte Otaru. Sono diffusi inoltre sordoni, usignoli dei cespugli giapponesi, cince bigie alpestri, codazzurri, nocciolaie.

## Turismo
Il Chūbu-Sangaku National Park è diventato l'area escursionistica più importante del Giappone. Spesso i turisti visitano la vicina valle dell'altopiano montuoso, Kamikōchi.